# Pericoloso
Pericoloso (Dangerous) é un film statunitense del 2021 diretto da David Hackl.

## Trama
Un ex detenuto Dylan Forrester sta scontando la libertà vigilata in silenzio, con l'aiuto di una scorta di antidepressivi dal suo psichiatra Alderwood, fino a quando suo fratello muore in circostanze misteriose, Dylan viola la libertà vigilata per scoprire la verità insieme ad un'agente federale.